# Gerlinde Sämann
Gerlinde Sämann (* 1969 in Nürnberg) ist eine international bekannte deutsche Sopranistin. Ihr Repertoire umfasst Kompositionen vom 9. bis zum 20. Jahrhundert.

## Biografie
Gerlinde Sämann wurde in Nürnberg geboren. Sie studierte am Richard-Strauss-Konservatorium München Klavier und Gesang und absolvierte zudem einen Kurs in Atemtherapie nach der Methode von Ilse Middendorf.
Unter der Regie von Arila Siegert verkörperte die blinde Sängerin 1999 an der Kammeroper Schloss Rheinsberg La voix humaine von Francis Poulenc, in der folgenden Saison dann am Theater Aachen. In der Saison 2002–2003 trat Sämann im Theater am Neumarkt Zürich in Pergolesis Stabat mater auf, unter Leitung von Otto Kukla. 2004 sang sie die Rolle der Eurydike in Glucks Orpheus und Eurydike in der Oper Rostock und hatte weitere Auftritte in Sankt Petersburg und Moskau. Als Solistin wurde sie vom Dresdner Kreuzchor, dem Ensemble Estampie, Armonico Tributo Austria, Arsys Bourgogne und weiteren Ensembles begleitet und trat bei zahlreichen Festivals wie beispielsweise Styriarte, La Folle Journée in Nantes, Festa da Musica in Lissabon und Festival de Vézelay in Vézelay auf.
Einen Schwerpunkt legt Gerlinde Sämann auf die Pflege von Werken aus der Barockzeit, auch nach den Grundsätzen historischer Aufführungspraxis. In Aufführungen mit Sigiswald Kuijken, dem Orchester La Petite Bande und dem Thomanerchor Leipzig übernahm sie den Sopranpart unter anderem in den Bachkantaten Wer Dank opfert, der preiset mich, Siehe zu, daß deine Gottesfurcht nicht Heuchelei sei, Wer sich selbst erhöhet, der soll erniedriget werden, in Bachs Matthäuspassion sowie in der h-Moll-Messe. Unter Mitwirkung von Jörg Dürmüller, Klaus Mertens und dem Philharmonischen Chor Köln nahm sie 1997 unter der Leitung von Horst Meinardus Bachs Matthäuspassion auf. Bachs Johannespassion nahm sie 2006 unter der Leitung von Michaela Prentl auf, mit Hubert Nettinger als Evangelist. Mit dem Orchester und Chor der J. S. Bach-Stiftung unter Rudolf Lutz erfolgten in der Kirche Trogen Aufnahmen mehrerer Bachkantaten, darunter Süßer Trost, mein Jesus kömmt, Ach Gott, wie manches Herzeleid und Unser Mund sei voll Lachens.
Im Kloster Eberbach führte sie mit dem Chor Junge Kantorei die Händel-Oratorien Hercules, Das Alexanderfest, Ode for St. Cecilia’s Day und Messias auf. Auf dem Rheingau Musik Festival im Kloster Eberbach interpretierte sie 2010 Monteverdis Marienvesper, mit der Akademie für Alte Musik Berlin und dem RIAS Kammerchor unter Hans-Christoph Rademann, mit dem sie auch die Auferstehungshistorie von Heinrich Schütz aufgenommen hat. Seit 2010 tritt Gerlinde Sämann zudem mit dem Vokalensemble VocaMe auf, das sich auf Alte Musik spezialisiert, mit Schwerpunkt auf die byzantinische Komponistin Kassia aus dem 9. Jahrhundert.
Auf die Frage: „Wie machen Sie das, Sie sehen doch den Dirigenten nicht?“ antwortet Gerlinde Sämann: „Ich spüre ihn. Ich stelle mich ein, suche eine Verbindung, über Atem und Körperbewegung. Die Musik ist die Brücke.“